# Łan (botanika)

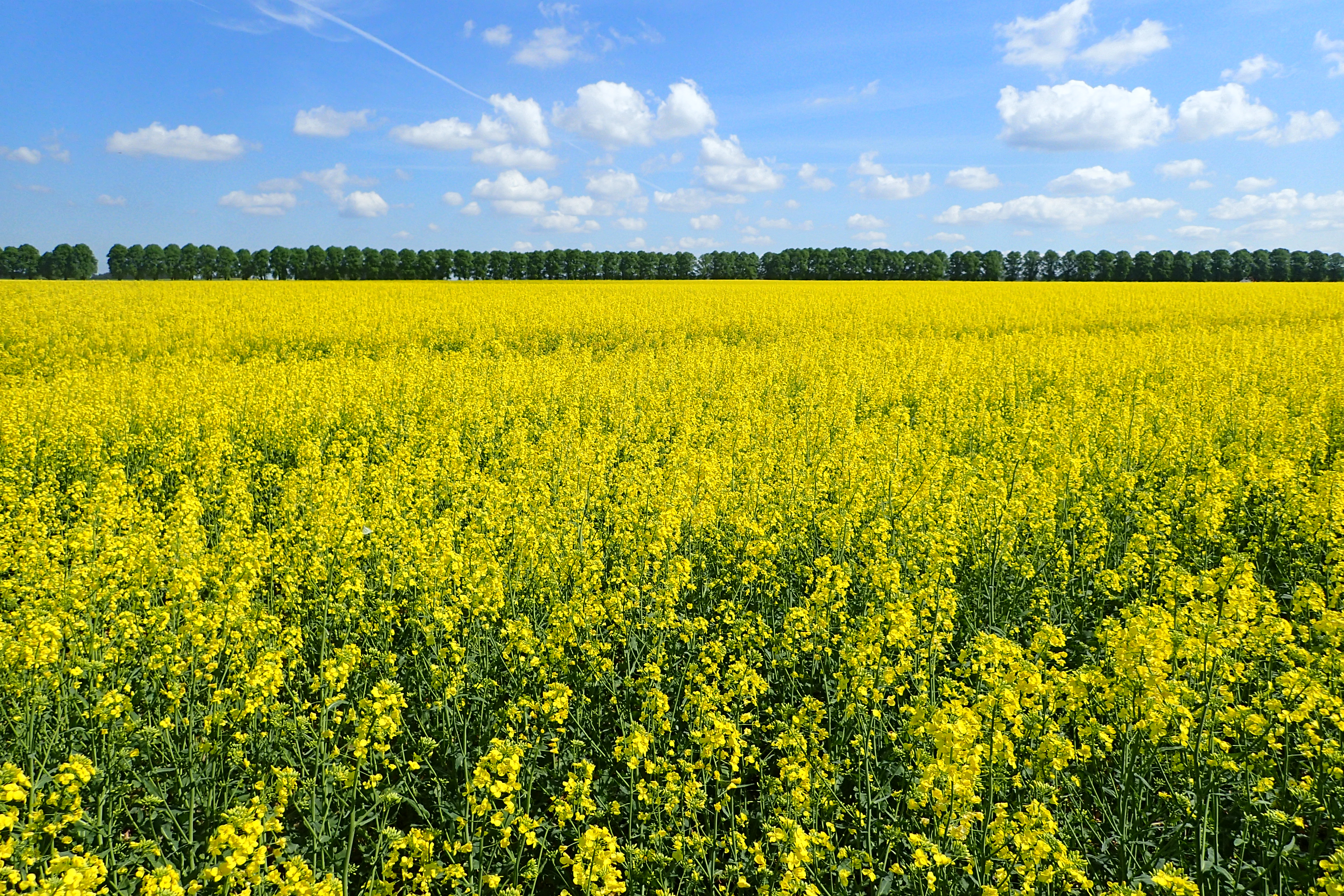
Łan rzepaku

Łan – rosnące w dużych skupieniach rośliny zielne pokrywające większość powierzchni. Jednogatunkowe łany tworzą zwykle gatunki uprawiane na polach, na przykład łan żyta, łan rzepaku, łan buraków, też łan traw na łące. Analogiczne masowe wystąpienia roślin drzewiastych nazywane są stanami (np. drzewostan sosnowy).
W fitosocjologii łanowe wystąpienia danego gatunku dominującego w fitocenozie określa się 5. (najwyższym) stopniem skali towarzyskości Braun-Blanqueta.